# Mitzi McCall
Pour les articles homonymes, voir McCall.

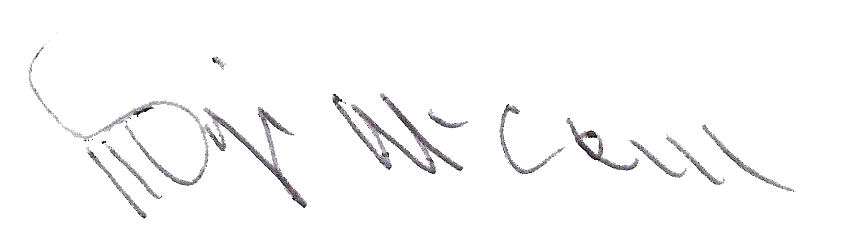
La signature de Mitzi McCall

Mitzi McCall est une actrice et scénariste américaine née le 9 septembre 1932 à Pittsburgh (Pennsylvanie) et morte le 8 août 2024 à Burbank (Californie).

## Biographie

### Jeunesse et débuts
De son vrai nom Mitzi Steiner, elle naît le 9 septembre 1932 à Pittsburgh en Pennsylvanie d'Emil Steiner (1894–1971), banquier d'origine hongroise, et Gizella Klein (1898–1981).
Elle fait ses débuts sur scène en 1948 dans Strange Bedfellows au Pittsburgh Playhouse. Au début des années 1950, elle anime une émission pour enfants sur la chaîne locale KDKA-TV. En 1953, elle est engagée sur KGTV à San Diego (Californie) pour l'émission Studio 10.

### Carrière
Au cinéma, elle commence par donner la réplique à Jerry Lewis dans Un pitre au pensionnat (1955). Elle apparaît dans la foulée dans quelques séries B parmi lesquelles La Guerre des satellites  et The Cry Baby Killer. Au début des années 1960, elle forme un duo comique avec son second mari, Charlie Brill, avec lequel elle se produit le 9 février 1964 dans The Ed Sullivan Show, émission marquant la première apparition des Beatles à la télévision américaine. En 1968-1969, McCall et Brill apparaissent régulièrement dans des sketches de l'émission Laugh-In.
À partir des années 1970, elle prête sa voix à de nombreuses séries d'animation Hanna-Barbera (Les Pierrafeu en culottes courtes, Scooby-Doo et Scrappy-Doo, Les Snorky, Yo Yogi!…) et Disney (Super Baloo, Myster Mask).
Dans les années 1990, elle obtient des rôles récurrents dans les séries Corky, un adolescent pas comme les autres et Les Dessous de Palm Beach.
Elle meurt le 8 août 2024 à 91 ans,, au centre médical Providence Saint Joseph de Burbank en Californie.

### Vie privée
Dans les années 1950, McCall épouse le réalisateur et producteur de télévision Jack Tolen, dont elle divorce pour se marier en 1960 avec l'acteur Charlie Brill, rencontrée un an plus tôt. Le couple a une fille.

## Filmographie

### Cinéma
- 1955 : Un pitre au pensionnat (You're Never Too Young) : Skeets Powell
- 1958 : La Guerre des satellites (War of the Satellites) : Mitzi
- 1958 : Mitraillette Kelly (Machine-Gun Kelly) : Harriet
- 1958 : The Cry Baby Killer : Evelyn
- 1976 : Gravity (court métrage) : Maman
- 1989 : Deep Blood (Sangue negli abissi) : Keith Kelsh
- 1990 : La Fièvre d'aimer (White Palace) de Luis Mandoki : Sophie Rosen
- 1992 : Monster in My Pocket: The Big Scream (voix)
- 1993 : The Opposite Sex and How to Live with Them : Freida Crown
- 1999 : En direct sur Ed TV (Edtv) de Ron Howard : Fig Lady
- 2002 : L'Âge de glace (Ice Age) : Glyptodont (voix)
- 2005 : Hard Four : Myrna Segal

### Télévision

#### Téléfilms
- 1955 : Svengali and the Blonde d'Alan Handley : Clo-Clo
- 1991 : Chance of a Lifetime :  Bea

#### Séries télévisées
- 1955 : The Pepsi-Cola Playhouse, épisode The Longest Legs in the Show (2.31) :  Penny (voix)
- 1968-1969 : Laugh-In (Rowan and Martin's Laugh-In) : sketches divers
- 1971 : Les Pierrafeu en culottes courtes (The Pebbles and Bamm-Bamm Show) :  Penny (voix)
- 1972 : Honeymoon Suite
- 1972 : The Flintstones Comedy Hour  :  Penny (voix)
- 1974 : Maude, épisode Nostalgia Party : Estelle Ellinger
- 1977 : Fred Flintstone and Friends (voix)
- 1978 : Family, épisode Princess in the Tower : Sally
- 1979-1980 : Scooby-Doo et Scrappy-Doo (Scooby-Doo and Scrappy-Doo) : voix additionnelles
- 1980 : The Flintstone Comedy Show : Penny Pillar (voix)
- 1980-1982 : Les Voyages fantomatiques de Scoubidou (The New Scooby-Doo Mysteries) : voix additionnelles
- 1981 : The Richie Rich/Scooby-Doo Hour : voix additionnelles
- 1984 : Les Snorky (The Snorks) : tante Marina / voix additionnelles
- 1984 : Mystérieusement vôtre, signé Scoubidou (The New Scooby-Doo Mysteries)
- 1985-1986 : Paw Paws : voix additionnelles
- 1990 : Super Baloo (TaleSpin) : Una (voix)
- 1990 : Gravedale High (voix)
- 1991 : Myster Mask : Ammonia Pine
- 1991 : Yo Yogi!  : Talula LaTrane
- 1991–1992 : Corky, un adolescent pas comme les autres (Life Goes On) : Midge
- 1992 : Mother Goose and Grimm :  Ma mère l'Oye (voix)
- 1993– 1999 : Les Dessous de Palm Beach (Silk Stalkings) : Fran Lipschitz
- 1997 : Carol (Alright Already) : Miriam Lerner
- 2003 : Free for All : Sylvia Jenkins (voix)

### Jeux vidéo
- 2008 : No More Heroes : Speed Buster